# 122-мм пушка Д-74
122-мм пушка Д-74 — советская буксируемая пушка корпусной артиллерии периода 1950-х годов.

## История
Д-74 была разработана ОКБ-9 под руководством Ф. Петрова в 1947—1950 годах и предназначалась для замены в корпусной артиллерии 122-мм пушки обр. 1931/37 гг.
К серии пушка пришла с повышенной баллистикой и боеприпасом от танкового орудия М-62 — использовалась гильза, аналогичная 130-миллиметровой. Д-74 являлась частью нового дуплекса корпусной артиллерии, включавшего также 152-мм пушку-гаубицу Д-20. Серийное производство Д-74 было начато в 1955 году, а первые серийные орудия были приняты Советской армией в 1956 году. Копия Д-74 также выпускалась в Китае, под обозначением Тип 59-1. В октябре 2024 года Россия начала использовать это орудие в войне против Украины.

## Модификации
- Тип 59-1 — китайская модификация Д-74 под калибр 130 мм.

## На вооружении
- Алжир — 25 орудий, по состоянию на 2024 год.[3]
- Вьетнам — некоторое количество, по состоянию на 2024 год[3]. Всего поставлено 300 Д-74 в 1971 году[4]
- Зимбабве — 16 единиц Тип 60 (копия Д-74), по состоянию на 2024 год.[3]
- КНДР — некоторое количество, по состоянию на 2024 год[3]. Всего поставлено 300 Д-74 в 1968 году[4]
- Мавритания — 24 Д-74, по состоянию на 2024 год.[3]
- Нигерия — 48 единиц Д-74 и Д-30, по состоянию на 2024 год[5]. Всего поставлено 90 Д-74 в 1966 году[4]
- Россия — некоторое количество, по состоянию на 2024 год[6]
- Судан — некоторое количество, по состоянию на 2024 год[3]. Всего поставлено 26 Д-74 в 1982 году[4]
- Чад — более 8 Д-74, по состоянию на 2024 год.[3]

### Бывшие операторы
- Болгария — некоторое количество[7], сняты с вооружения[8]
- Венгрия — некоторое количество[7], сняты с вооружения[9]
- ГДР — некоторое количество[7], перешли к ФРГ/сняты с вооружения
- ДР Конго — некоторое количество Тип 60, по состоянию на 2010 год[10]
- Египет — некоторое количество[7], сняты с вооружения[11]
- Китай — 3000 Тип-54-1(M-30)/Тип-83/Тип-60 (Д-74)/Тип-96(Д-30) на хранении, по состоянию на 2024 год[3]
- Куба — возможно, некоторое количество[7], сняты с вооружения[12]
- Ливия — 60 орудий, по состоянию на 2010 год[13]
- Польша — некоторое количество[7], сняты с вооружения[14]
- Сомали — 10 единиц Д-74, поставлены из СССР в 1974 году[15]

## Галерея

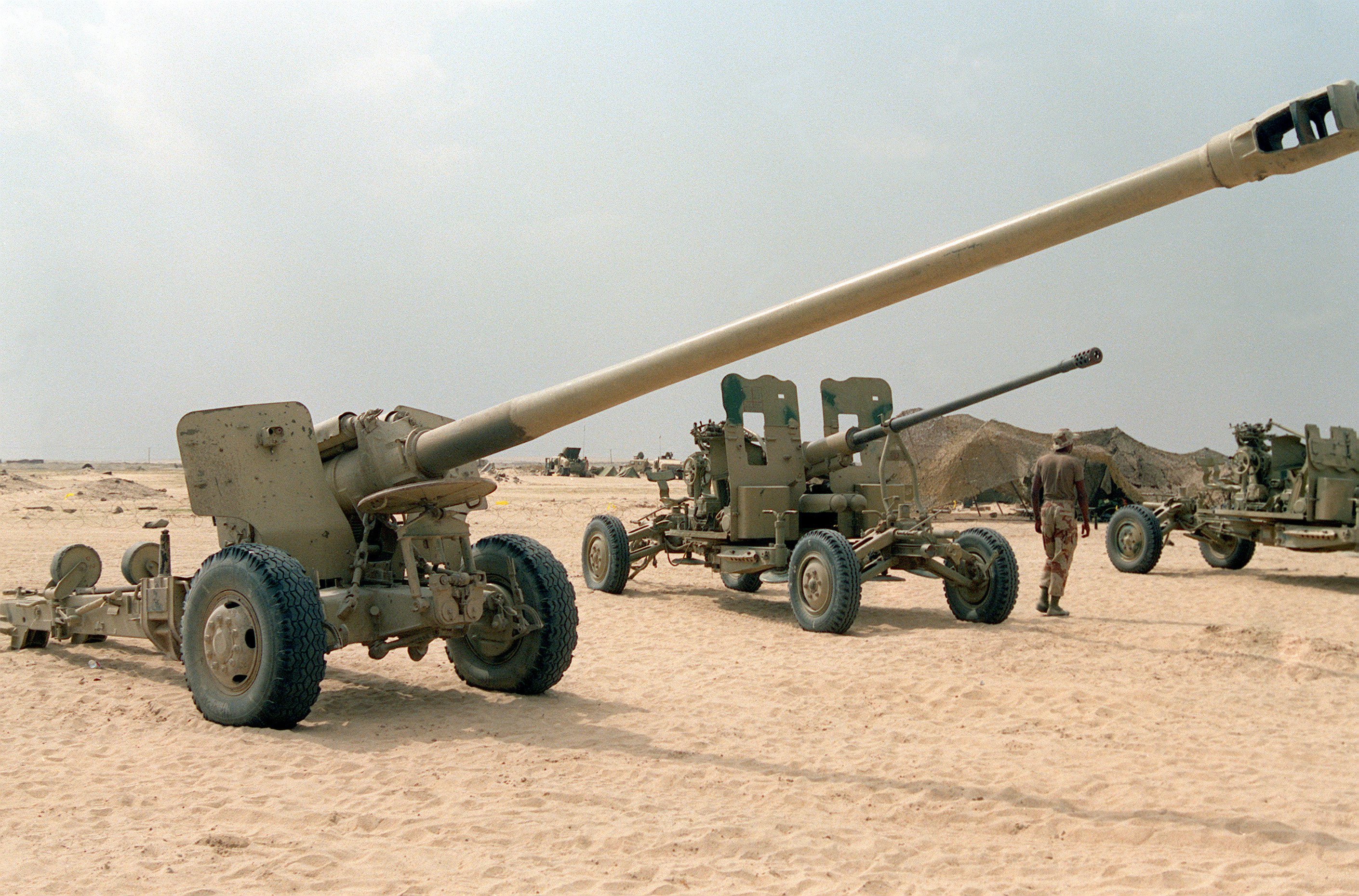
Тип 59-1 СВ Ирака.
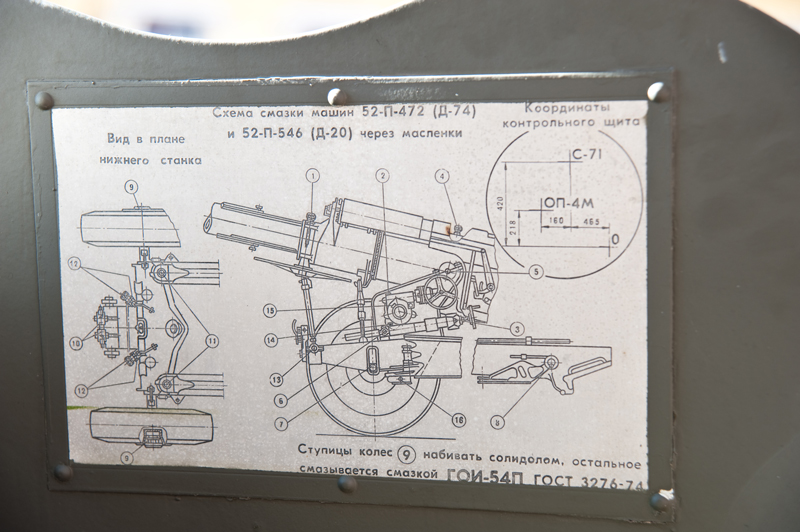
Схема смазки орудия с внутренней стороны бронещита.
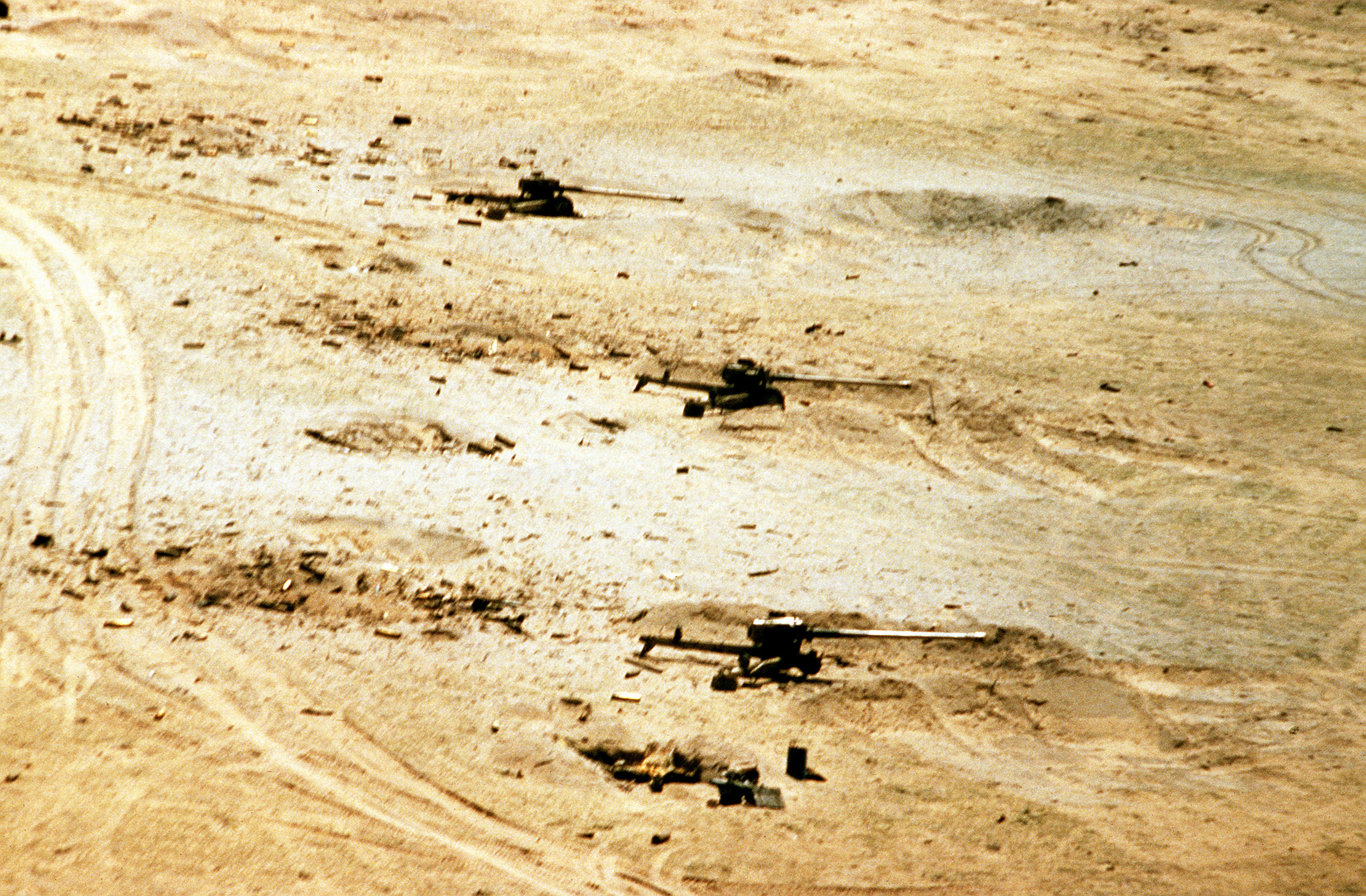
Брошенная батарея иракских Д-74 во время операции «Буря в пустыне».